# Вільгельм Ваттенбах
Вільгельм Ваттенбах (нім. Wilhelm Wattenbach; 22 вересня 1819, Ранцау, Шлезвіг-Гольштейн — 20 вересня 1897, Франкфурт-на-Майні) — німецький історик, джерелознавець і палеограф. Педагог, професор. Член Прусської академії наук (з 1881) і Геттінгенської академії наук.

## Освіта та наукова діяльність
Після закінчення Катарінеума, вивчав філологію в Боннському, Геттінгенському та Берлінському університетах.
У 1855 році був призначений архіваріусом в університеті Бреслау. З 1862 року — професор історії університетів в Гейдельберзі, потім у Берліні (з 1872).
В. Ваттенбах відрізнявся глибоким знанням історичних хронік та інших оригінальних документів середньовіччя, його найцінніші роботи були виконані в цій області.
Основна праця «Історичні джерела Німеччини в середні століття до середини XIII століття» понині зберігає значення головного посібника з цього питання.